# Marché commun du Sud
 (novembre 2023).
Si vous disposez d'ouvrages ou d'articles de référence ou si vous connaissez des sites web de qualité traitant du thème abordé ici, merci de compléter l'article en donnant les références utiles à sa vérifiabilité et en les liant à la section « Notes et références ».

Les États membres et associés du Mercosur.

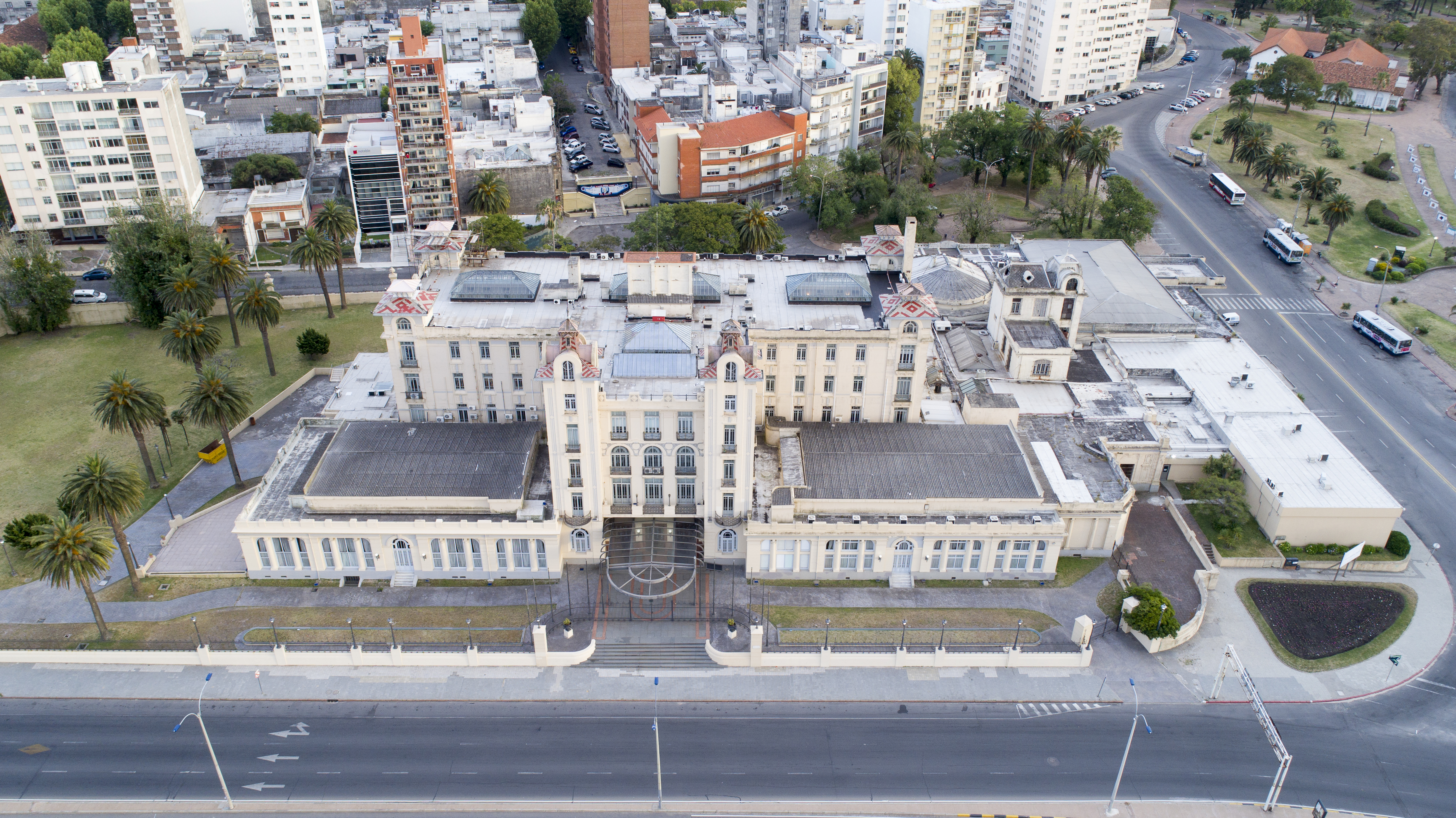
Le siège du Mercosur à Montevideo, Uruguay.

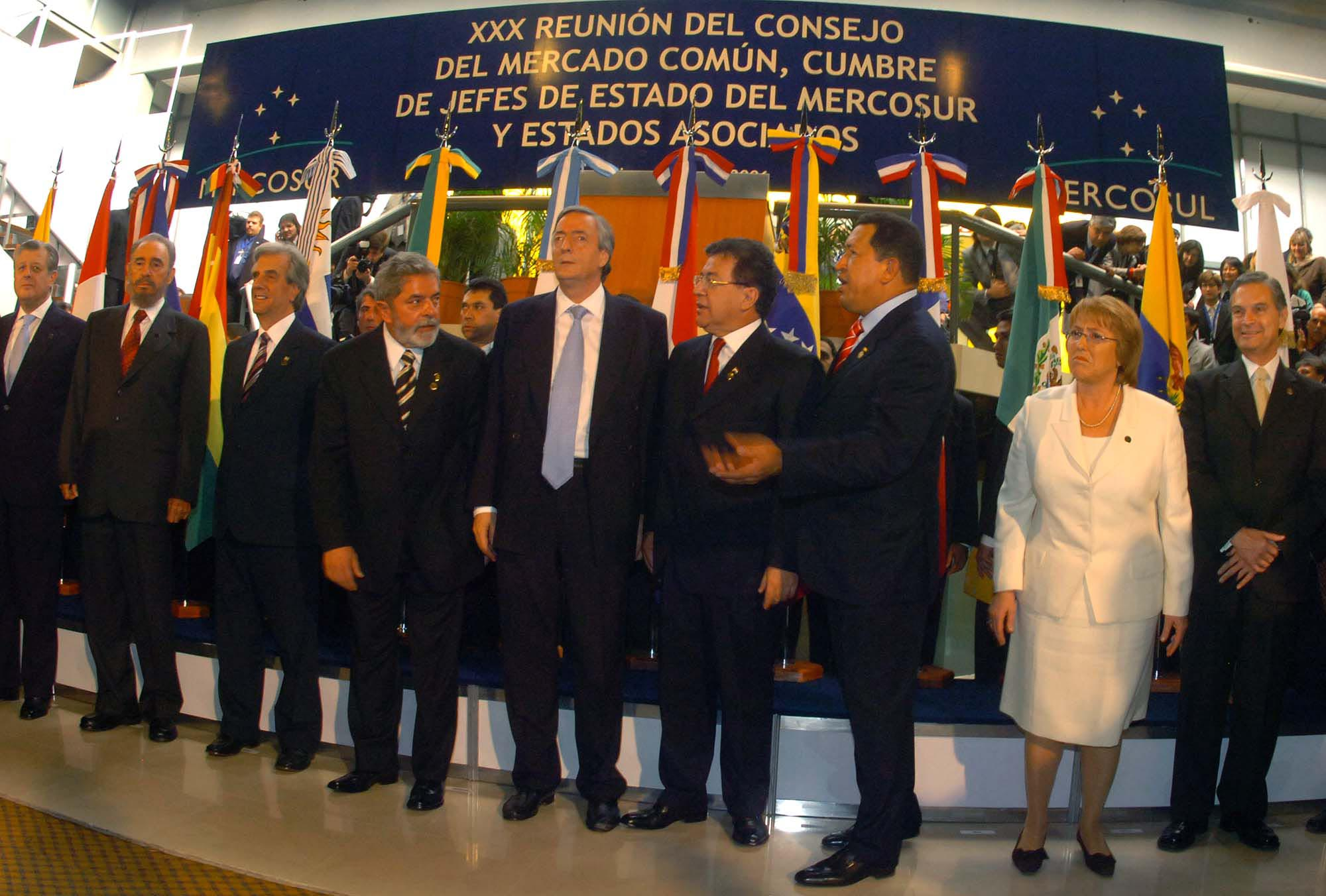
Chefs d'État des pays du Mercosur et des pays associés lors du XXXe sommet, à Córdoba le 21 juillet 2006.

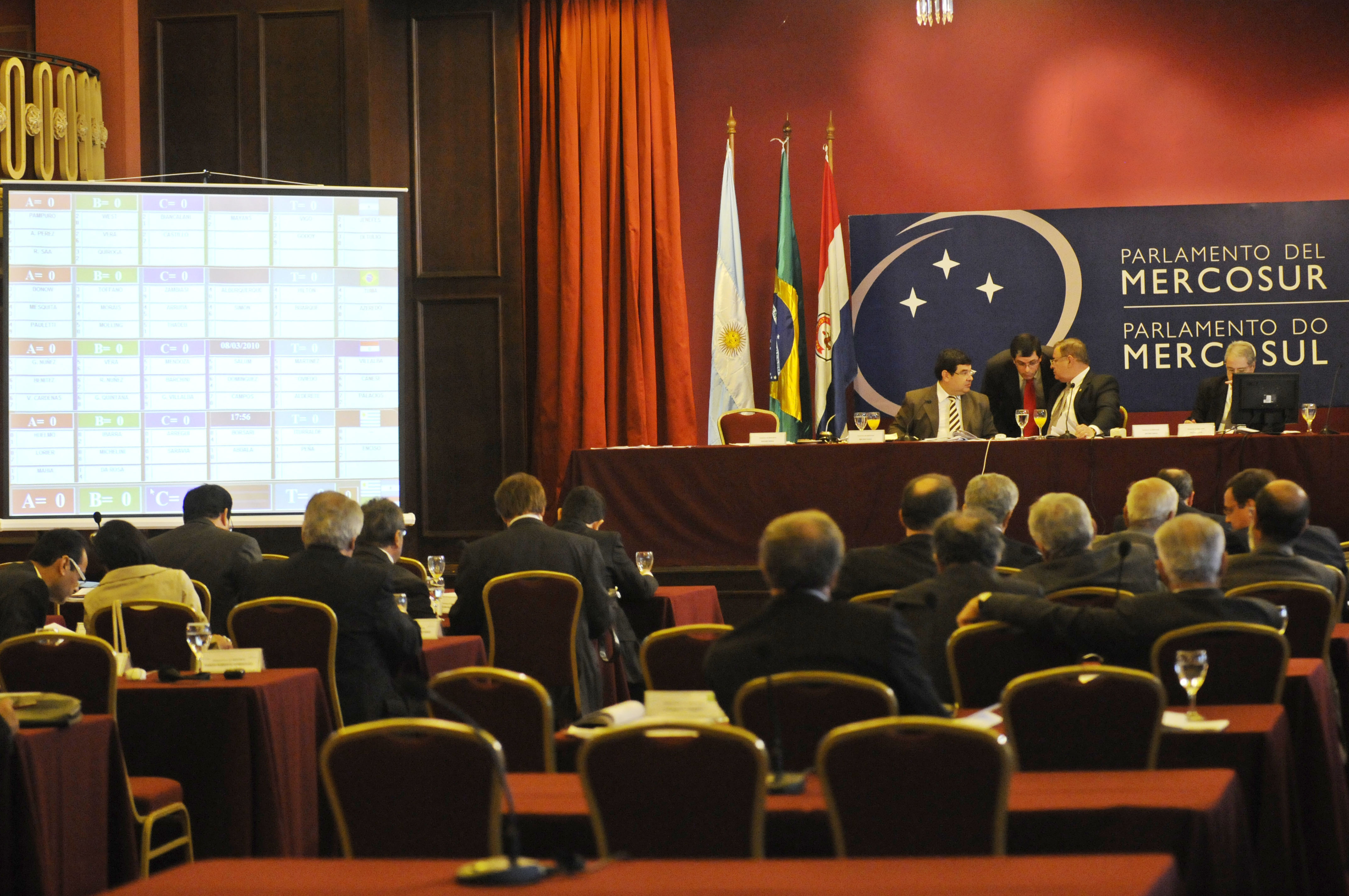
Session du Parlement du Mercosur, 2010.

Le Marché commun du Sud, couramment abrégé Mercosur (de l'espagnol Mercado Común del Sur) ou Mercosul (du portugais Mercado Comum do Sul) (en guarani : Ñemby Ñemuha), est une zone de libre-échange qui regroupe plusieurs pays de l'Amérique du Sud.
Il est composé de l'Argentine, de la Bolivie, du Brésil, du Paraguay et de l'Uruguay. Le Venezuela est suspendu depuis décembre 2016. On trouve également des pays associés tels que le Chili, la Colombie, le Pérou ou l’Équateur.
Il est créé le 26 mars 1991 par le traité d'Asunción qui établit : « La libre circulation des biens, services et des facteurs productifs entre les pays dans l'établissement d'un arsenal externe commun et l'adoption d'une politique commerciale commune, la coordination de politiques macroéconomiques et sectorielles entre les États et l'harmonisation des législations pour atteindre un renforcement du processus d'intégration ».
Actuellement, le Mercosur permet la libre circulation des citoyens. Les langues officielles sont l'espagnol et le portugais selon l'article 46 du protocole d'Ouro Preto (pt). Le guarani jouit du même statut depuis la décision 35/06 du Consejo Mercado Común (2006).
Le Mercosur représente 82,3 % du PIB total de l'Amérique du Sud et d'autre part, se constitue comme la zone économique et la plateforme industrielle la plus dynamique et compétitive de tout l’hémisphère sud. Il est considéré comme le 4e bloc économique du monde en termes de volume d'échanges[Quand ?].

## Historique
Bien que né le 30 novembre 1985, le nom du Mercosur est créé le 26 mars 1991 et sa date d'entrée en vigueur est le 15 décembre 1995 avec la signature du traité d'Asunción par le Brésil, l'Argentine, le Paraguay, l'Uruguay et plus récemment le Venezuela, en 2012.
Les buts du Mercosur sont la libre circulation des biens, des services et des facteurs de production, la création d'un tarif extérieur commun, le rapprochement des politiques économiques et l'harmonisation des législations entre les membres.
La coopération, même si des progrès ont pu être notés dans le développement des échanges et dans la volonté d'un développement de la démocratie (disparition des coups d'État militaires sous peine d'exclusion possible du Mercosur) souffre toujours de la relative pauvreté de la zone (même si elle reste moins élevée que dans le reste de l'Amérique latine) et surtout de la rivalité économique et politique entre les deux « grands » que sont le Brésil et l'Argentine.
La Déclaration de Cuzco (Pérou) du 8 décembre 2004 prévoit son intégration progressive dans une union politique et économique de toute l'Amérique du Sud, l'Union des nations sud-américaines qui prévoit une fusion du Mercosur avec la Communauté andine (Colombie, Équateur, Pérou et Bolivie) et l'intégration du Chili, du Guyana et du Suriname.
Le 27e sommet du 17 décembre 2004 à Ouro Preto (Brésil) officialise l'entrée de trois nouveaux membres associés : l'Équateur, la Colombie et le Venezuela. Lors de ce sommet, le Panama et le Mexique ont annoncé envisager d'intégrer le Mercosur. Par ailleurs, le FOCEM (Fonds pour la convergence structurelle du Mercosur) a été créé, afin de compenser le désavantage souffert par les petits pays (Uruguay et Paraguay) qui s'ouvrent à la concurrence sans pouvoir exporter suffisamment de produits à forte valeur ajoutée. Le FOCEM demeure cependant d'envergure modeste, et le rééquilibrage du Mercosur est l'une des principales revendications du Front large au pouvoir en Uruguay.
En 2005, au regard des accords avec les objectifs et principes établis dans le traité d'Asunción, a été approuvée la décision CMC N° 28/05 réglementant les conditions nécessaires pour l'adhésion d'un nouvel État membre au Mercosur.
Lors du sommet de janvier 2007 à Rio, la Bolivie et l'Équateur ont exprimé leur intérêt de devenir membres à part entière. De nouvelles adhésions pourraient faire glisser le projet économique vers un ensemble de plus en plus politique. Si les échanges commerciaux intrazone sont passés en 16 ans de 4 à 30 milliards de dollars, les petits pays tels que l'Uruguay et le Paraguay semblent en avoir moins profité.
Le sommet du 29 juin 2007 à Asuncion s'est déroulé sous haute tension puisqu'il s'agissait d'éviter une dissolution de l'organisation à la suite de mécontentements des divers partenaires.
Le 29 juin 2012, le Mercosur réuni en sommet à Mendoza, décide de suspendre le Paraguay à la suite de la destitution du président Fernando Lugo. La suspension du Paraguay est levée en juillet 2013 et ce dernier réintègre pleinement le Mercosur en décembre 2013.
Le Venezuela intègre le Mercosur le 31 juillet 2012, après décision au sommet de Mendoza.
Le 7 décembre 2012, la Bolivie signe son accord d'adhésion au Mercosur.
Le 2 décembre 2016, c'est le Venezuela qui est suspendu, à titre provisoire. Cette décision fait suite au durcissement du régime vénézuélien face à ses opposants et à l'arrivée au pouvoir de dirigeants de droite dans la région, notamment Mauricio Macri en Argentine et Michel Temer au Brésil. Le 5 août 2017, il est suspendu pour une durée indéterminée en raison de ce qui est qualifié de « violation de l'ordre constitutionnel » par le Mercosur : en effet, l'élection d'une Assemblée constituante le 30 juillet 2017 à l'initiative du gouvernement, pour contrer la victoire de l'opposition aux élections législatives, dans un contexte de contestation et de violence, incite de nombreux pays à ne pas reconnaître le nouveau parlement chaviste,.
En août 2019, Emmanuel Macron annonce que son pays s'oppose à l'accord de libre-échange UE-Mercosur. Il accuse le président brésilien Jair Bolsonaro d'avoir menti sur le climat, à la suite des incendies dévastateurs qui ravagent la forêt amazonienne.
En décembre 2023, la Bolivie est officiellement acceptée au sein du Mercosur. Après la promulgation de la loi d'adhésion, par le président Luis Arce, la Bolivie intègre officiellement le Marché commun du Sud.

## Économie
En 2012, le Mercosur contrôlait les plus grandes réserves de ressources énergétiques, minérales, naturelles, hydriques et pétrolières de la planète.
L'économie du bloc est très diversifiée et compte trois des villes les plus riches, les plus grandes et les plus peuplées d'Amérique du Sud : São Paulo, Buenos Aires et Rio de Janeiro. La consolidation du Mercosur a permis le libre-échange et la libre circulation des personnes entre ces grandes métropoles.
Le Mercosur possède également deux des plus grandes compagnies pétrolières d'Amérique latine, Petrobras et PDVSA.
Le Mercosur inclut deux des rares pays producteurs d'énergie nucléaire de l'hémisphère sud de la planète. C'est l'un des plus grands exportateurs de viande au monde, le producteur presque exclusif de yerba mate, le premier producteur d'huile de soja et le deuxième producteur de miel.

## Membres

### Membres permanents
Les États membres sont :
- Argentine (1991) ;
- Bolivie (2024) ;
- Brésil (1991) ;
- Paraguay (1991) ;
- Uruguay (1991) ;
- Venezuela (suspendu depuis 2017 pour une durée indéterminée).

### Pays associés
Les pays associés au Mercosur sont :
- Chili (1996) ;
- Colombie (2004) ;
- Équateur (2004) ;
- Guyana (2013) ;
- Pérou (2003) ;
- Suriname (2013).

### Pays observateurs
- Nouvelle-Zélande (2010)[20] ;
- Mexique.

## Accords avec des tiers

### Accords appliqués
- Inde, 25 janvier 2004, accord de préférence douanière sur 800 produits dans les domaines agricole, chimique, pharmaceutique et automobile[21].
- Accord-cadre interrégional de coopération avec l'Union européenne signé le 15 décembre 1995[22].
- Des pays d'Afrique australe (2004) (Namibie, Botswana, Eswatini et Lesotho)[23].
- Israël est devenu en 2007 le premier pays hors de l’Amérique latine à signer un accord de libre-échange avec le Mercosur[24].

### Accord en négociation
- Un accord de libre-échange entre le Mercosur et l'Union européenne est conclu le 28 juin 2019, mais il est rejeté par la France, qui souligne les risques environnementaux qu'il implique, en particulier ceux liés au changement climatique. Sans unanimité, l'accord n'est pas entré en vigueur[25]. En janvier 2024, la Commission européenne fait toutefois savoir qu'elle poursuit les négociations[26]. Elle souhaite finaliser l'accord avant la fin d’année 2024. L’accord entre l’UE et le Mercosur devra ensuite être soumis au vote des États membres (dans le cadre du Conseil de l'Union européenne, où l'unanimité des 28 est requise) puis des eurodéputés au Parlement européen. L'absence de clauses miroirs est un des points à l'origine de l'opposition de la France au traité[27],[28]. Pour passer outre aux oppositions en particulier nationales dans l'Union européenne, la Commission européenne pourrait choisir de séparer le volet commercial du reste de l'accord, les accords commerciaux relevant exclusivement de sa compétence[29], en le soumettant au Conseil européen pour accord à la majorité qualifiée[30].
- Un accord de libre-échange avec l'Association européenne de libre-échange est en cours de négociation[31].